# La Convicción
La Convicción fue un diario carlista español publicado en Barcelona entre 1870 y 1873, durante el Sexenio Revolucionario, fundando y dirigido por Luis María de Llauder. Tuvo por subtítulo periódico monárquico y, a partir de 1872, periódico católico monárquico. 

## Historia
Pocos meses después de la Revolución de septiembre de 1868, Llauder había sido uno de los primeros en enarbolar en Barcelona la bandera carlista, proclamando la unidad católica de España y los derechos al trono de Carlos de Borbón y Austria-Este (Carlos VII).
El diario daba inicio con el santoral, añadiendo también notas meteorológicas, seguido de un extenso artículo de carácter político. Contó con crónicas locales, nacionales y del extranjero, además de una sección oficial, partes telegráficos, espectáculos y sección económica. También tuvo una sección de Correspondencia particular y cartas de los lectores. Al estallar la tercera guerra carlista en 1872, incluyó una Crónica carlista. 
Sostuvo una polémica ideológica con el Diario de Barcelona, dirigido por Juan Mañé y Flaquer, al que Llauder calificaba como católico-liberal. El diario fue suspendido el 28 de abril de 1872 y su director encarcelado por un delito de injurias a Amadeo I. El 15 de agosto de ese mismo año pudo volver a editarse, hasta su clausura el 29 de marzo de 1873.
Tras su desaparición, el veterano periódico carlista La Esperanza, editado en Madrid, escribía en sus columnas:

Durante estos días La Convicción ha hecho todo lo que podía hacer un periódico católico-monárquico... en Barcelona; ha enmendado noticias equivocadas de procedencia enemiga referentes á nuestros queridísimos correligionarios y ha sostenido desplegada al viento la bandera del Catolicismo, de la Pátria y de la Legitimidad, á pesar de que todos los pronósticos anunciaban una tempestad bravía.

Hoy, la actitud del Gobierno, las excitaciones que se hacen cada día á las masas, y la actitud de algunas colectividades de esta capital obligan á La Convicción á suspender sus tareas. Esto es lo que se quería. Pues bien, ya se ha logrado. La Convicción muere; pero muere para oprobio del partido republicano, que por su actitud y propósitos demuestra á los ojos de Europa entera, que la libertad liberal sólo existe... en su lengua.

Después de la guerra, Llauder dirigió un nuevo diario tradicionalista, El Correo Catalán, considerado sucesor de La Convicción, que se convertiría en el órgano oficioso del carlismo en Cataluña.